# Léon Beaulieux
Léon Beaulieux (1876-1965) est un spécialiste français des langues slaves, particulièrement du bulgare, qu'il enseigna à l'École nationale des langues orientales vivantes de Paris.

## Biographie
Léon Beaulieux fut élève de Paul Boyer puis de Jordan Ivanov, et devint un grand spécialiste des langues slaves, et il enseigna, entre autres, au professeur Roger Bernard, une autre figure marquante des études bulgares, à l’INALCO et en dehors.

### À l'École des langues orientales
Léon Beaulieux a joué un rôle majeur en tant que secrétaire-bibliothécaire de l'École des langues orientales, où il a contribué à la gestion administrative de l'École. Il fut également très impliqué dans le développement de l'Association des élèves, anciens élèves et amis de l'École des langues orientales (d), en particulier dans la mise en place de réseaux financiers pour soutenir ses activités. Son engagement dans l'administration de l'association et dans la gestion des cotisations a été crucial pour assurer sa stabilité financière. Il en a assuré la présidence après le tragique décès de Joseph Hackin, mort en 1941 quand son navire a été torpillé par les Allemands.
Son expertise en linguistique russe et bulgare et son rôle administratif ont fait de lui une figure influente dans le domaine des études slaves et orientales et des relations académiques internationales.

### Famille
Son fils Amédée Beaulieux (d) (1904-1981) a fait carrière au ministère des Affaires étrangères après avoir été élève à son tour de l'École des langues orientales, notamment en siamois et en chinois.